# Esaïe Djikoloum
Esaïe Djikoloum (sinh ngày 3 tháng 10 năm 1991) là một cầu thủ bóng đá người Tchad thi đấu ở vị trí tiền đạo cho CotonTchad.

## Sự nghiệp
Mùa giải 2005-06 anh ghi 14 bàn trong 22 trận. Lúc 14 tuổi, anh là thủ môn trẻ tuổi nhất. Djikoloum vô địch Giải bóng đá ngoại hạng Tchad cùng với RFC năm 2007. Năm 2009, Esaïe vô địch Cúp bóng đá Tchad và Coupe de Ligue de N'Djaména cùng với CotonTchad, và sau đó thi đấu ở vòng loại Cúp Liên đoàn bóng đá châu Phi 2010. Anh là đội trưởng của CotonTchad.

## Sự nghiệp quốc tế
Lúc 16 tuổi, Djikoloum đại diện quê nhà tại Cúp bóng đá châu Phi, vào tháng 8 năm 2006. Vào tháng 9 năm 2006 anh thi đấu với đội tuyển Olympic ở Zone IV (ACNOA) ở Congo (Brazzaville). Năm 2007, anh thi đấu Cúp bóng đá châu Phi thứ hai.
Anh ra mắt cho đội tuyển quốc gia Tchad trong trận đấu trước Nam Phi vào ngày 2 tháng 6 năm 2007. Cho đến nay, anh có 8 lần ra sân chính thức và 2 lần không chính thức.